# Amorbia maracayana
Amorbia maracayana es una especie de polilla del género Amorbia, tribu Sparganothini, subfamilia Tortricinae.

## Distribución
Se distribuye por Venezuela.

## Taxonomía
Fue descrita por Amsel en 1956 y publicada en Boln. ent. venezol. 10 (1954): 289.